# Dysgonia defecta
Dysgonia defecta là một loài bướm đêm trong họ Erebidae.